# Jack Kramer

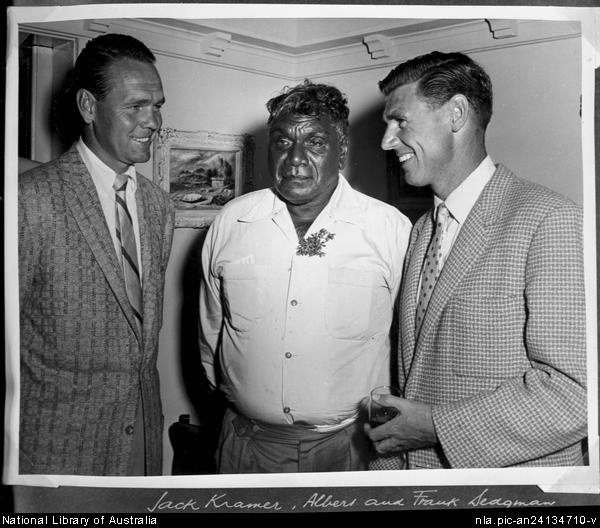

Jack Kramer (1 de agosto de 1921 - 12 de setembro de 2009) foi um jogador de tênis norte-americano da década de 1940.

## Grand Slam finais

### Simples
Títulos (3), Vices (1)
| Resultado | Ano  | Campeonato             | Piso  | Oponentes    | Placar                  |
| Vice      | 1943 | U.S. Championships (1) | Grama | Joseph Hunt  | 3–6, 8–6, 8–10, 0–6     |
| Campeão   | 1946 | U.S. Championships (2) | Grama | Tom Brown    | 9–7, 6–3, 6–0           |
| Campeão   | 1947 | Wimbledon              | Grama | Tom Brown    | 6–1, 6–3, 6–2           |
| Campeão   | 1947 | U.S. Championships (3) | Grama | Frank Parker | 4–6, 2–6, 6–1, 6–0, 6–3 |

### Duplas
Títulos (6), Vices (0)
| Resultado | Ano  | Campeonato         | Parceiro       | Oponentes                     | Placar        |
| Campeão   | 1940 | U.S. Championships | Ted Schroeder  | Gardnar Mulloy Henry Prussoff | 6–4, 8–6, 9–7 |
| Campeão   | 1941 | U.S. Championships | Ted Schroeder  | Wayne Sabin Gardnar Mulloy    | 9–7, 6–4, 6–2 |
| Campeão   | 1943 | U.S. Championships | Frank Parker   | Bill Talbert David Freeman    | 6–2, 6–4, 6–4 |
| Campeão   | 1946 | Wimbledon          | Tom Brown      | Geoff Brown Dinny Pails       | 6–4, 6–4, 6–2 |
| Campeão   | 1947 | Wimbledon          | Bob Falkenburg | Tony Mottram Bill Sidwell     | 8–6, 6–3, 6–3 |
| Campeão   | 1947 | U.S. Championships | Ted Schroeder  | Bill Talbert Bill Sidwell     | 6–4, 7–5, 6–3 |